# Judes Point
Judes Point est une communauté dans le comté de Prince de l'Île-du-Prince-Édouard, Canada, à l'est de Tignish.